# Aloe imenens
Aloe imenens é uma espécie de liliopsida do gênero Aloe, pertencente à família Asphodelaceae.